# Kevin McDine
Kevin McDine (* 23. Mai 1985 in Wallsend) ist ein englischer Dartspieler.

## Karriere
Im November 2004 erreichte McDine das Achtelfinale des JR & Vauxhall Holiday Park 128 Plus Classic. Er verbesserte diese Leistung, indem er im November 2006 das Halbfinale der Norfolk Open erreichte. Er gewann die Northants Open in den Jahren 2005 und 2006 und trat dann im April 2007 der PDC bei.
Er qualifizierte sich für die Gruppenphase der International Darts League und erreichte auch sein erstes PDC Pro Tour Finale namlich das Irish Regional Final der UK Open, was er gegen Raymond van Barneveld verlor. Nachdem er das Jahr auf Platz 214 begonnen hatte, schaffte er es bis zum Cut-Off Punkt für die automatische Qualifikation für die Weltmeisterschaft 2008 auf Platz 58 und verpasste die Qualifikation über die Players Championship Route um einen Platz und schaffte es auch nicht durch das Qualifikationsturnier für dieses Event.
McDine qualifizierte sich für den Grand Slam of Darts 2007, indem er sich beim ITV-Wildcard-Qualifikationsturnier durchsetzte. McDine schlug Peter Manley und Shaun Greatbatch in der Gruppenphase und besiegte dann James Wade mit 10:7 und Jelle Klaasen mit 10:3, bevor er im Halbfinale gegen Andy Hamilton mit 13:12 unterlag. Target Darts sponserte ihn für dieses Turnier und war so beeindruckt, dass sie ihm einen vollen Vertrag anboten und dabei waren sein eigenes Design von Stone Grip Darts zu produzieren.
McDine gewann bei den PDC Awards Dinner den Preis für die beste Televised Performance of the Year 2007 für seine Leistung gegen James Wade im Grand Slam mit einem Durchschnitt von 105,79, als er von einem 3:6 Rückstand zurückkam und in den letzten 8 Legs einen Durchschnitt von 120+ erzielte.
McDine qualifizierte sich für das World Matchplay 2008 über den Pro Tour Order of Merit der PDC. Er schlug Adrian Lewis mit 10:8 und Mark Walsh mit 13:9 und erreichte die Viertelfinale, wo er gegen Phil Taylor mit 16:6 verlor.
Beim Grand Slam of Darts 2008 schlug er Wayne Mardle in seinem ersten Gruppenspiel mit 5:0, verlor dann aber mit 1:5 gegen John Part. Anschließend schlug er Anastasia Dobromyslova mit 5:2 und zog in die K.o.-Runde ein, wo er in der zweiten Runde Mervyn King mit 10:9 unterlag, nachdem er 6:2 geführt hatte.
McDine gab sein Weltmeisterschaftsdebüt beim Turnier 2009, als er in der ersten Runde auf Alex Roy traf. McDine schlug Roy mit drei Sätzen zu eins und zog in die zweite Runde ein, wo er auf den Qualifikanten Dennis Smith traf. McDine ging mit einer Handverletzung in das Match, die er sich beim Kochen des Weihnachtsessens zugezogen hatte, konnte aber mit drei Sätzen zu null in Führung gehen, bevor Smith auf drei Sätze zurückschlug und McDine schließlich mit 4:3 besiegte.
Im Juni 2010 gelang McDine bei den UK Open ein im Fernsehen übertragener Whitewash gegen Tony Broughton (9:0).
Bei der PDC World Darts Championship 2014 gewann McDine sein Erstrundenmatch mit 3:2 gegen Wayne Jones. In Runde 2 traf er auf den Weltranglistenersten Michael van Gerwen und verlor mit 1:4. Nachdem er den zweiten Satz gewonnen hatte, machte sich McDine auf dem Weg von der Bühne über van Gerwens Jubel lustig.
Im Januar 2016 gab McDine seine Tourkarte auf und kündigte an, dass er bei der BDO antreten würde. Sein BDO-Debüt gab er bei den Dutch Open, wo er das Halbfinale erreichte und mit 1:2 in Sätzen gegen Martin Adams verlor.
Im Oktober 2017 gewann McDine zusammen mit Ryan Joyce, Andy Lynn, Alan Davie, David Gradwell, Shaun Pomeroy und Tony Hardy das National Punch Tavern Pub Darts Team Event, wobei er das Black Bull of Blaydon vertrat. Die Black Bulls gewannen mit 6:5 gegen die The Red Lion of Bradford.
Im November 2017 verpasste er die Qualifikation für die PDC World Darts Championship 2018. Bei der Veranstaltung fiel McDine bei einem Dopingtest durch, nachdem er positiv auf Kokain getestet worden war, und wurde daraufhin bis zum 26. November 2019 für den gesamten Sport gesperrt.
Im Juni 2019 gewann McDine die St Helens Darts Classic 2019, indem er im Viertelfinale den Engländer James Richardson, im Halbfinale den Engländer Ryan Joyce und im Finale den Engländer Mark McGeeney besiegte.
2020 nahm McDine daraufhin an der UK Q-School teil, verfehlte jedoch die Tour Card. Auf der durch die COVID-19-Pandemie stark eingekürzten Challenge Tour schaffte es McDine daraufhin lediglich einmal ins Preisgeld. Bei der Q-School 2021 schaffte es McDine in die Final Stage, gewann jedoch erneut keine Tour Card. Er qualifizierte sich jedoch durch seine Leistung für die UK Open 2021, wo er in der zweiten Runde gegen Rowby-John Rodriguez verlor. Außerdem rückte er zu den meisten Players Championships nach, da genug Spieler ihre Teilnahme absagten. Auf der Challenge Tour 2021 kam er im August einmal ins Achtelfinale.
Bei der UK Q-School 2022 spielte sich McDine erneut dank guter Ergebnisse in die Final Stage, schaffte jedoch dieses Mal deutlich den Gewinn der Tour Card nicht. Er blieb daraufhin auch der Challenge Tour fern und spielte einige Turniere der World Darts Federation. Bei der Q-School 2023 blieb McDine erstmals in der Final Stage zurück. Bei sechs Challenge Tour-Turnieren, an denen McDine daraufhin im Jahr 2023 teilnahmen, gewann er zweimal Preisgeld. Auch bi der Q-School 2024 schaffte McDine die Qualifikation für die Final Stage nicht. Erneut gewann McDine nur bei einem Challenge Tour-Turnier Preisgeld.
Bei der Q-School 2025 schaffte McDine es relativ knapp in die Final Stage. Dort erzielte er nur einen Punkt für die Rangliste und gewann somit wieder keine Tour Card.

## Weltmeisterschaftsresultate

### PDC
- 2009: 2. Runde (3:4-Niederlage gegen  Dennis Smith)
- 2010: 3. Runde (0:4-Niederlage gegen  Adrian Lewis)
- 2011: 2. Runde (1:4-Niederlage gegen  Raymond van Barneveld)
- 2014: 2. Runde (1:4-Niederlage gegen  Michael van Gerwen)

## Titel

### PDC
- Secondary Tour Events
  - PDC Challenge Tour 2017: 14
- Weitere
  - West Tyrone Open: (1) 2008

### BDO
- Weitere
  - Catalonia Int. Open Men: (1) 2007

### Andere
- St Helens Darts Classic: (1) 2019